# Leucania extralinea
Leucania extralinea là một loài bướm đêm trong họ Noctuidae.